# 苯六甲酸
苯六甲酸，又稱蜜石酸，是一種有機酸。由德國化學家馬丁·海因里希·克拉普羅特于1799年從礦物蜜蠟石中发现。
纤维状的细小针状结晶，溶於水和酒精。非常稳定的化合物，不與氯，浓硝酸、濃鹽酸反应。